# Cyrtodactylus thirakhupti
Cyrtodactylus thirakhupti är en ödleart som beskrevs av  Pauwels, Bauer SUMONTHA och CHANHOME 2004. Cyrtodactylus thirakhupti ingår i släktet Cyrtodactylus och familjen geckoödlor. Inga underarter finns listade i Catalogue of Life.